# Ignacio Peries
El Rvdo. Padre Ignacio, nacido Ignacio Peries Kurukulasuriya (Balangoda, 11 de octubre de 1950), es un religioso esrilanqués nacionalizado argentino, y cura párroco de la iglesia «Natividad del Señor», en el barrio Rucci de Rosario. Es un famoso cura sanador en su país de residencia, donde recibe a multitudes a diario para recibir su bendición.

## Biografía
Nació el 11 de octubre de 1950, en Balangoda (120 km al sudeste de Colombo, capital de Sri Lanka, en ese entonces Dominio de Ceilán).
Fue ordenado sacerdote el 29 de julio de 1979 en Londres, Reino Unido, en la «Cruzada del Espíritu Santo». Antes de llegar a Rosario, estuvo en Tancacha, Provincia de Córdoba.
Es un famoso cura sanador que recibe a muchos diariamente para que sean bendecidos por él. Así, de distintas zonas del país y hasta del extranjero, llegan fieles para obtener su sanación.

### Obra
El 12 de marzo de 2015 inaugura el Polideportivo Natividad del Señor ubicado en el barrio Parque Field, lindero a Barrio Rucci. Una moderna estructura que cuenta con baños, duchas, vestuario, salas y dos espacios multipropósito que sirven para que miles de niños y adultos encuentren un lugar para la recreación y la inclusión social.

Dirige además la Escuela Natividad del Señor, situada en calle Carcova 2460, Parque Field, donde hay tres niveles de educación: Primario, Media y Terciario, y la Escuela Mini Natividad donde asisten chicos a las salas de 2 y 3 años.
También dirige la Escuela Nuestra Señora de la Esperanza en Freyre 2340.

### Vía Crucis
Cada Viernes Santo el Padre Ignacio organiza el viacrucis en Barrio Rucci.
En el primero que lideró, congregó unas 500 personas, el segundo a 1.500, al tercero fueron más de 5 mil fieles. En 2016 participaron 200 mil personas.

### Inmigrante ilustre
En 2005, la ciudad de Rosario —a través de la delegación local de la Dirección Nacional de Migraciones— lo distinguió como uno de los extranjeros más destacados que habitan el suelo santafesino, designándolo «ciudadano inmigrante ilustre».

## Libros Publicados
- Les doy mi paz (2008)
- Reflexiones de vida (2010)
- El mejor combustible: la fe (2011)[5]

## Críticas
El 6 de agosto de 2013 un edificio de Rosario explotó y se derrumbó debido a un escape de gas causando la muerte de 22 personas. El padre Ignacio había dicho que Santiago Laguía, uno de los desaparecidos, seguía vivo. Finalmente, Santiago fue encontrado, habiendo fallecido en el lugar de la explosión debajo de los escombros producto del derrumbe.